# Octopus bimaculatus
Octopus bimaculatus är en bläckfiskart som beskrevs av Addison Emery Verrill 1883. Octopus bimaculatus ingår i släktet Octopus och familjen Octopodidae. Inga underarter finns listade i Catalogue of Life.